# Phaenocarpa cephalotes
Phaenocarpa cephalotes är en stekelart som beskrevs av Fischer 1975. Phaenocarpa cephalotes ingår i släktet Phaenocarpa och familjen bracksteklar. Inga underarter finns listade i Catalogue of Life.